# کیم نام گیل
کیم نام گیل (کره‌ای: 김남길؛ زادهٔ ۱۳ مارس ۱۹۸۰) بازیگر، تهیه‌کننده، کارگردان، خواننده و مدیر عامل کمپانی گیل استوری ،  اهل کره جنوبی است. او به خاطر ایفای نقش در ملکه سوندوک (۲۰۰۹)، دزدان دریایی (۲۰۱۴) و کشیش بی‌اعصاب (۲۰۱۹) شناخته می‌شود.

## زندگی‌نامه
او در سال ۲۰۰۹ برندهٔ جایزهٔ بهترین بازیگر تازه‌کار جوان شد و در سال ۲۰۱۹ جایزه جوایز هنری بکسانگ را کسب کرد.
کیم نام گیل در سریال «پسر بد» در ژاپن، به‌عنوان یکی از معروف‌ترین ستاره‌های کره‌ای بازی کرد. او به همراه سون یه جین در سال ۲۰۱۳ در سریال کوسه محبوبیت زیادی به دست آوردند و این محبوبیت باعث هم بازی شدن دوباره این زوج در فیلم «دزدان دریایی» در سال ۲۰۱۴ شد. این فیلم، سینمای کره جنوبی را به‌طور عجیبی در صنعت جلوه‌های ویژه متحول کرد و جوایز زیادی را از آن خود کرد. فصل جدید این فیلم در حال آماده‌سازی است؛ ولی کیم نام گیل از بازی کردن دوباره در آن خودداری کرده‌است. کیم نام گیل با بازی در فیلم «بی‌شرمانه» در سال ۲۰۱۵ موفق شد برای اولین بار در جشنوارهٔ کن حضور یابد. فیلم «پاندورا» (۲۰۱۶) اولین فیلم سینمایی کره‌ای با بازی کیم نام گیل، که شبکه نتفلیکس حق پخش آن را خریده‌است. سریال «سزاوار نامت زندگی کن» با ژانر کمدی-عاشقانه سریال دیگر وی در نتفلیکس است. فیلم «خاطرات یک قاتل» ورژن ۲۰۱۷ همراه با سولیهون در دو نسخه با پایان‌های متفاوت فیلم‌برداری شده‌است. سریال «کشیش بی‌اعصاب» در ژانر کمدی-اکشن موفقیت گیل را تکمیل و وی را به ستاره مشهور کره‌ای تبدیل کرد. از فیلم‌های جدید وی در سال ۲۰۲۱ می‌توان به «اعلام وضعیت اضطراری» در کنار لی بیونگ هون و ایم شی وان و فیلم‌های «نگهبان، سفر شبانه» و «بازگشت کشتی» اشاره کرد. پروژه سریالی جدید وی در کنار لی دا هی با نام «جزیره» در نیمه دوم سال ۲۰۲۲ در شبکه تی‌وی‌ان پخش شد.

## فیلم‌شناسی

### فیلم
| سال  | عنوان                   | نقش                 | توضیحات              | منابع                  |
| ---- | ----------------------- | ------------------- | -------------------- | ---------------------- |
| ۲۰۰۴ | زندگی کوتاه             | افسر پلیس در پاسگاه |                      |                        |
| ۲۰۰۶ | به عقب نگاه نکن         | سوک وو              |                      | [ ۱ ]                  |
| ۲۰۰۶ | بدون پشیمانی            | سونگ جه مین         |                      |                        |
| ۲۰۰۸ | بازگشت دشمن مردم        | پارک مون سو         |                      |                        |
| ۲۰۰۸ | پسر مدرن                | هیداکا شینسوکه      |                      | [ ۲ ]                  |
| ۲۰۰۸ | پرتره یک زیبایی         | کانگ مو             |                      |                        |
| ۲۰۰۹ | گوشی                    | جانگ یون هو         |                      | [ ۳ ]                  |
| ۲۰۱۰ | عاشقان از بین رفته      | ایم سو این          |                      |                        |
| ۲۰۱۲ | گروه                    | —                   | تهیه‌کننده            |                        |
| ۲۰۱۳ | سلام، مامان             | —                   | فیلم کوتاه، کارگردان |                        |
| ۲۰۱۴ | دزدان دریایی            | جانگ سا جونگ        |                      |                        |
| ۲۰۱۴ | افتخار برای همه         | راوی                | مستند                | [ ۴ ]                  |
| ۲۰۱۵ | بی شرمانه               | جونگ جه گون         |                      |                        |
| ۲۰۱۵ | صدای یک گل              | هیونگسون ده‌وون‌گون   |                      |                        |
| ۲۰۱۶ | پاندورا                 | کانگ جه هیوک        |                      |                        |
| ۲۰۱۷ | خاطرات یک قاتل          | مین ته جو           |                      |                        |
| ۲۰۱۷ | یک روز                  | لی کانگ سو          |                      |                        |
| ۲۰۱۹ | خانواده عجیب:حراج زامبی | پارک مین گول        |                      |                        |
| ۲۰۲۰ | کمد                     | هو کیونگ هون        |                      |                        |
| ۲۰۲۰ | چشم مادام               | مامور پرواز         | حضور افتخاری         |                        |
| ۲۰۲۲ | اعلام وضعیت اضطراری     | هیون سو             |                      | [ ۵ ] [ نکته ۱ ] [ ۷ ] |
| ۲۰۲۲ | شکار                    |                     | حضور ویژه            | [ ۸ ]                  |
| ۲۰۲۲ | مرد منطق                |                     |                      | [ ۹ ]                  |
| ن/م  | نایت تریپ               |                     |                      | [ ۱۰ ]                 |

### مجموعه تلویزیونی
| سال  | عنوان                                    | نقش                      | توضیحات                | منابع  |
| ---- | ---------------------------------------- | ------------------------ | ---------------------- | ------ |
| ۱۹۹۹ | مدرسه                                    | مین سو                   |                        |        |
| ۲۰۰۴ | ام‌بی‌سی بست تئاتر – خانه عشق کانگ جانگ سو |                          |                        |        |
| ۲۰۰۴ | بی‌وقفه ۴                                 | دوست هیون بین            |                        |        |
| ۲۰۰۴ | نان‌های شیرین                             | دوست‌پسر هونگ هه جان      |                        |        |
| ۲۰۰۵ | گوم سون قوی باش                          | نو سونگ هوان             |                        |        |
| ۲۰۰۵ | پنجمین جمهوری                            | پارک جی مان              |                        | [ ۱۱ ] |
| ۲۰۰۵ | نام من کیم سام سون است                   | کیم بیونگ ته             |                        | [ ۱۲ ] |
| ۲۰۰۶ | خداحافظی تنهایی                          | یو جی آن                 |                        |        |
| ۲۰۰۶ | عاشقان                                   | ته سان                   |                        |        |
| ۲۰۰۷ | وقتی بهار می‌رسد                          | کیم جون کی               |                        |        |
| ۲۰۰۷ | چندین سؤال که ما را خوشحال می‌کند         | ایم سوک جو               |                        | [ ۱۳ ] |
| ۲۰۰۹ | ملکه سوندوک                              | بیدام                    |                        |        |
| ۲۰۰۹ | اشک‌های آمازون                            | راوی                     | مستند                  | [ ۱۴ ] |
| ۲۰۱۰ | هائیتی، اشک‌های تراژدی                    | راوی                     | مستند                  | [ ۱۵ ] |
| ۲۰۱۰ | ذائقه شخصی                               | مردی که در کافه نشسته‌است | حضور افتخاری (قسمت ۱۱) | [ ۱۶ ] |
| ۲۰۱۰ | پسر بد                                   | شیم گون ووک              |                        |        |
| ۲۰۱۳ | کوسه                                     | هان یی سو                |                        |        |
| ۲۰۱۷ | سزاوار نامت زندگی کن                     | هو ایم                   |                        |        |
| ۲۰۱۹ | کشیش بی‌اعصاب                             | کیم هه ایل               |                        |        |
| ۲۰۲۱ | زن بی‌نظیر                                | کشیش کیم هه ایل          | حضور افتخاری (قسمت ۱)  | [ ۱۷ ] |
| ۲۰۲۲ | از میان تاریکی                           | سونگ ها یونگ             |                        | [ ۱۸ ] |

### مجموعه اینترنتی
| سال       | عنوان         | نقش    | توضیحات  | منابع  |
| --------- | ------------- | ------ | -------- | ------ |
| ۲۰۲۲–۲۰۲۳ | جزیره         | ون     | پارت ۱–۲ | [ ۱۹ ] |
| ۲۰۲۳      | ترانه راهزنان | لی یون |          |        |

### برنامه تلویزیونی
| سال  | عنوان                         | نقش          | توضیحات                                                     | منابع  |
| ---- | ----------------------------- | ------------ | ----------------------------------------------------------- | ------ |
| ۲۰۱۶ | جلسه سران غیرمعمول            | نماینده کره  | قسمت ۱۲۸                                                    |        |
| ۲۰۱۷ | لایف بار                      | مهمان برنامه | قسمت ۱۸                                                     |        |
| ۲۰۱۹ | پیشروان قطار سراسری سیبری     | عضو بازیگران |                                                             | [ ۲۰ ] |
| ۲۰۱۹ | زندگی سامانتا                 | راوی         | مستند                                                       |        |
| ۲۰۱۹ | رادیو آپارات                  | مجری         | قسمت ۱۳                                                     |        |
| ۲۰۱۹ | قسمت ویژه کشیش بی اعصاب       |              | مصاحبه با تیم کشیش بی اعصاب                                 |        |
| ۲۰۲۰ | پیشروان راه آبی               | عضو بازیگران |                                                             |        |
| ۲۰۲۰ | استاد در خانه                 | استاد        | قسمت ۱۰۶ و ۱۰۷ (صدای او درقسمت ۲۰۹)                         |        |
| ۲۰۲۱ | دیدگاه دانای کل مداخله گر     | مهمان برنامه | قسمت ۱۷۱                                                    |        |
| ۲۰۲۲ | زندگی در دهکده ماهیگیری       | سازنده       | آرت ویلج پراجکت                                             | [ ۲۱ ] |
| ۲۰۲۲ | سفر کاری ویژه                 |              | مصاحبه با تیم فیلم اعلامیه اضطراری                          |        |
| ۲۰۲۲ | بیان تمدن                     | مهمان برنامه | قسمت ۲۵۸ (همراه با ایم شیوان بازیگران فیلم اعلامیه اضطراری) |        |
| ۲۰۲۲ | گردش علمی جین برای الکل سنتی  | مهمان برنامه | قسمت ۴                                                      |        |
| ۲۰۲۳ | شوچیتا(به وقت نوشیدن با شوگا) | مهمان برنامه | قسمت ۲۳                                                     |        |

## جوایز و نامزدی‌ها
| سال  | جایزه‌ها                                             | عنوان جایزه                                      | کار نامزد شده        | نتیجه    | مرجع   |
| ---- | --------------------------------------------------- | ------------------------------------------------ | -------------------- | -------- | ------ |
| ۲۰۰۸ | 29th Blue Dragon Film Awards                        | Best New Actor                                   | Public Enemy Returns | نامزدشده |        |
| ۲۰۰۹ | 46th Grand Bell Awards                              | Best Supporting Actor                            | Modern Boy           | نامزدشده |        |
| ۲۰۰۹ | 46th Grand Bell Awards                              | Best New Actor                                   | Modern Boy           | نامزدشده |        |
| ۲۰۰۹ | 17th Korean Culture and Entertainment Awards        | Best New Actor                                   | Modern Boy           | برنده    | [ ۲۲ ] |
| ۲۰۰۹ | 2nd Style Icon Awards                               | New TV Icon                                      | —                    | برنده    | [ ۲۳ ] |
| ۲۰۰۹ | MBC Drama Awards                                    | Excellence Award, Actor                          | Queen Seondeok       | برنده    | [ ۲۴ ] |
| ۲۰۰۹ | MBC Drama Awards                                    | Best New Actor                                   | Queen Seondeok       | نامزدشده | [ ۲۴ ] |
| ۲۰۰۹ | MBC Drama Awards                                    | Best Couple Award with Lee Yo-won                | Queen Seondeok       | برنده    |        |
| ۲۰۱۰ | 46th Baeksang Arts Awards                           | Best New Actor (TV)                              | Queen Seondeok       | برنده    | [ ۲۵ ] |
| ۲۰۱۰ | SBS Drama Awards                                    | Top Excellence Award, Actor in a Drama Special   | Bad Guy              | نامزدشده |        |
| ۲۰۱۳ | KBS Drama Awards                                    | Top Excellence Award, Actor                      | Shark                | نامزدشده |        |
| ۲۰۱۳ | KBS Drama Awards                                    | Excellence Award, Actor in a Mid-length Drama    | Shark                | نامزدشده |        |
| ۲۰۱۴ | 8th Asian Film Awards Special Awards                | Asian Rising Star                                | —                    | برنده    | [ ۲۶ ] |
| ۲۰۱۵ | 24th Buil Film Awards                               | Best Actor                                       | The Shameless        | نامزدشده |        |
| ۲۰۱۷ | ۵۳مین مراسم اهدای جوایز هنری بکسانگ                 | محبوب‌ترین بازیگر مرد                             | پاندورا              | نامزدشده |        |
| ۲۰۱۹ | ۵۵مین مراسم اهدای جوایز هنری بکسانگ                 | بهترین بازیگر نقش اول مرد                        | کشیش بی‌اعصاب         | نامزدشده | [ ۲۷ ] |
| ۲۰۱۹ | 14th Seoul International Drama Awards               | Outstanding Korean Actor                         | کشیش بی‌اعصاب         | برنده    | [ ۲۸ ] |
| ۲۰۱۹ | Korean Broadcasters Association Awards              | Best Actor                                       | کشیش بی‌اعصاب         | برنده    | [ ۲۹ ] |
| ۲۰۱۹ | Busan International Film Festival                   | Best Actor                                       | کشیش بی‌اعصاب         | برنده    | [ ۳۰ ] |
| ۲۰۱۹ | 32nd Grimae Awards                                  | Best Actor                                       | کشیش بی‌اعصاب         | برنده    | [ ۳۱ ] |
| ۲۰۱۹ | SBS Drama Awards                                    | Grand Prize (Daesang)                            | کشیش بی‌اعصاب         | برنده    | [ ۳۲ ] |
| ۲۰۱۹ | SBS Drama Awards                                    | Top Excellence Award in Mid-Length Drama (Actor) | کشیش بی‌اعصاب         | نامزدشده |        |
| ۲۰۱۹ | SBS Drama Awards                                    | Producer's Award                                 | کشیش بی‌اعصاب         | نامزدشده |        |
| ۲۰۱۹ | 10th Korean Popular Culture & Arts Awards           | Prime Minister’s Commendation                    | —                    | برنده    | [ ۳۳ ] |
| ۲۰۲۰ | Korea Producer Awards                               | Performer Awards (Actor category)                | —                    | برنده    |        |
| ۲۰۲۱ | 39th Brussels International Fantastic Film Festival | Silver Raven Award                               | The Closet           | برنده    | [ ۳۴ ] |